# 오후 아럼
오후 아럼(아일랜드어: Eochu Airem)은 아일랜드 신화에 나오는 에린의 지고왕이다. 형 오후 페들레크가 죽자 뒤이어 왕위에 올라 12년 또는 15년간 다스리다가 시그말 시히언타에게 화형당해 죽었다. 후임 왕위에는 에테르스켈이 즉위했다. 에린 침략의 서는 오후 아럼의 치세가 율리우스 카이사르가 로마 공화정에서 독재권력을 떨치던 시대(기원전 48년-44년)와 동시기라고 비정했다. 제프리 키팅은 기원전 82년-70년, 에린 왕국 연대기는 기원전 131년-116년이라고 한다.
오후 아럼은 에틴의 구애라는 이야기에서 중요한 역할을 맡는다. 투어허 데 다넌 신족의 미디르가 에틴이라는 미녀를 사랑했는데 미디르의 본처가 질투심에 에틴을 파리로 변신시켜버렸다. 파리가 된 에틴은 울라의 전사 에타르의 아내에게 잡아먹혔고, 에타르의 아내가 배가 불러 아이를 낳음으로써 에틴은 에타르 부부의 딸로 환생했다. 오후 왕이 타라 언덕에서 축제를 열고 아일랜드 전토의 사람들을 불러모았는데 사람들은 왕비 없는 왕의 초대에 응하기 싫다며 거부했다. 그래서 오후는 아일랜드 땅에서 가장 아름다운 여자를 찾는다는 전령들을 보냈고, 그 결과 에틴을 발견했다. 오후는 에틴을 보자마자 첫눈에 반하여 그녀와 결혼했다.
오후가 아일랜드 땅을 순시하러 나가 있는 동안 에틴은 오후의 동생 알릴과 타라 왕성에 남겨졌는데, 알릴이 병에 들어 죽어가면서 자신이 낫기 위해서는 형수가 어떤 말을 해주면 된다고 했다. 에틴이 알릴에게 병이 낫기를 바란다고 말해주자 그의 병세는 확연히 호전되었다. 그러나 알릴은 병이 완전히 낫기 위해서는 에틴이 언덕 위의 집에서 자신을 만나 줘야 한다고 했고, 에틴은 세 차례에 걸쳐 그렇게 했다. 그러나 에틴이 알릴을 찾아갔을 때마다 미디르 신이 알릴을 재워놓고 자신이 알릴인 것처럼 변신하여 에틴을 맞았다. 세 번째 방문 때 미디르는 자신의 정체를 밝히고 에틴의 전생을 들려주지만 에틴은 미디르를 기억하지 못한다. 에틴은 오후가 자신을 보내주면 미디르와 함께 떠날 수 있다고 말한다.
알릴의 병이 완전히 회복되고 오후가 왕성으로 돌아오자 미디르가 타라로 와서 오후에게 피드헬 놀음을 하자고 도전한다. 오후가 계속 이겼지만 미디르는 순순히 대가를 내주었다. 이 과정에서 미디르는 몬 람리거(Móin Lámrige) 늪을 건널 수 있는 다리를 놓아 주었는데 그것이 오늘날 롱퍼드 주에 소재한 보하르 코르 리어흐 유적이다. 연륜연대학에 따르면 이 판잣길은 기원전 148년경에 만들어졌다. 그 뒤 마지막 내기로 미디르는 에틴에게 키스하고 그녀와 포옹하는 것을 판돈으로 걸고 놀음을 또 하자고 했고, 이번에는 미디르가 이겼다. 오후는 미디르에게 그런 짓을 하고 싶거들랑 1달 뒤에 오라고 한 뒤 휘하 전사들을 불러모아 싸울 준비를 했다. 그러나 중무장한 경비병들이 집 앞을 지키고 있었음에도 미디르는 집 안에 홀연 나타났고, 오후는 미디르에게 에틴을 포옹하는 것을 허락했다. 그런데 두 사람이 포옹한 순간 둘은 한 쌍의 백조로 변해 하늘로 날아가 버렸다.
오후는 아내를 찾기 위해 아일랜드 전역의 고분(요정으로 퇴화한 옛 신들의 거처로 알려짐)들을 파헤치라고 명령했다. 마침내 사람들은 브리 레흐(Brí Léith)에 소재한 미디르의 고분을 발견해 파헤치려 했다. 그러자 미디르는 에틴을 돌려주겠다고 해놓고, 약속 시간이 되자 에틴과 똑같이 생긴 여자 50명을 끌고와서 오후에게 에틴을 골라 보라고 했다. 오후는 자기가 보기에 에틴인 것 같은 여자를 데려와 동침했고, 여자는 임신해 딸을 낳았다. 그 뒤 미디르가 나타나 오후에게 자신이 에틴을 데려간 뒤 에틴은 고분 속에서 자신의 딸을 낳았으며, 오후가 데려가서 임신시킨 여자가 바로 그 딸이라고 밝혔다. 수치심에 사로잡힌 오후는 부정한 관계로 태어난 딸을 내다 버리라고 명령했다. 그러나 한 목자 부부가 아이를 주워 길렀고, 그녀는 나중에 오후의 후임 왕 에테르스켈과 결혼하여 그 다음다음 왕인 코나러 모르를 낳았다. 다 데르가 여관의 파괴에서는 그녀의 이름이 메스 부할라라고 하며, 오후 페들레크와 에틴 사이에 태어난 딸이라고 한다.
| 전임 오후 페들레크 | 에린의 지고왕 LGE 기원전 1세기 AFM 기원전 131년-기원전 116년 FFE 기원전 82년-기원전 70년 | 후임 에테르스켈 |